# Gerhard Lucas Meyer

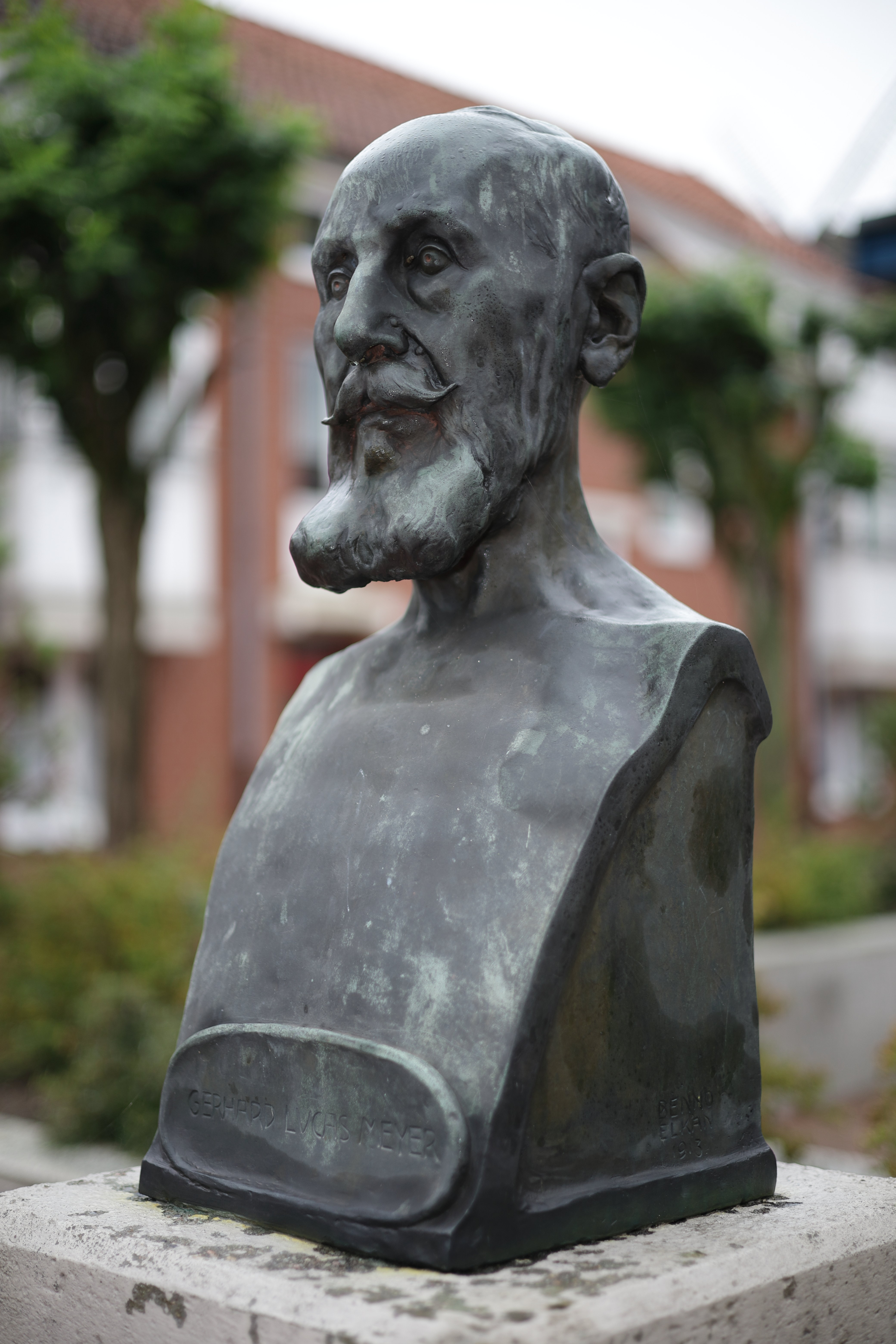
Bronze-Büste Meyers in Peine

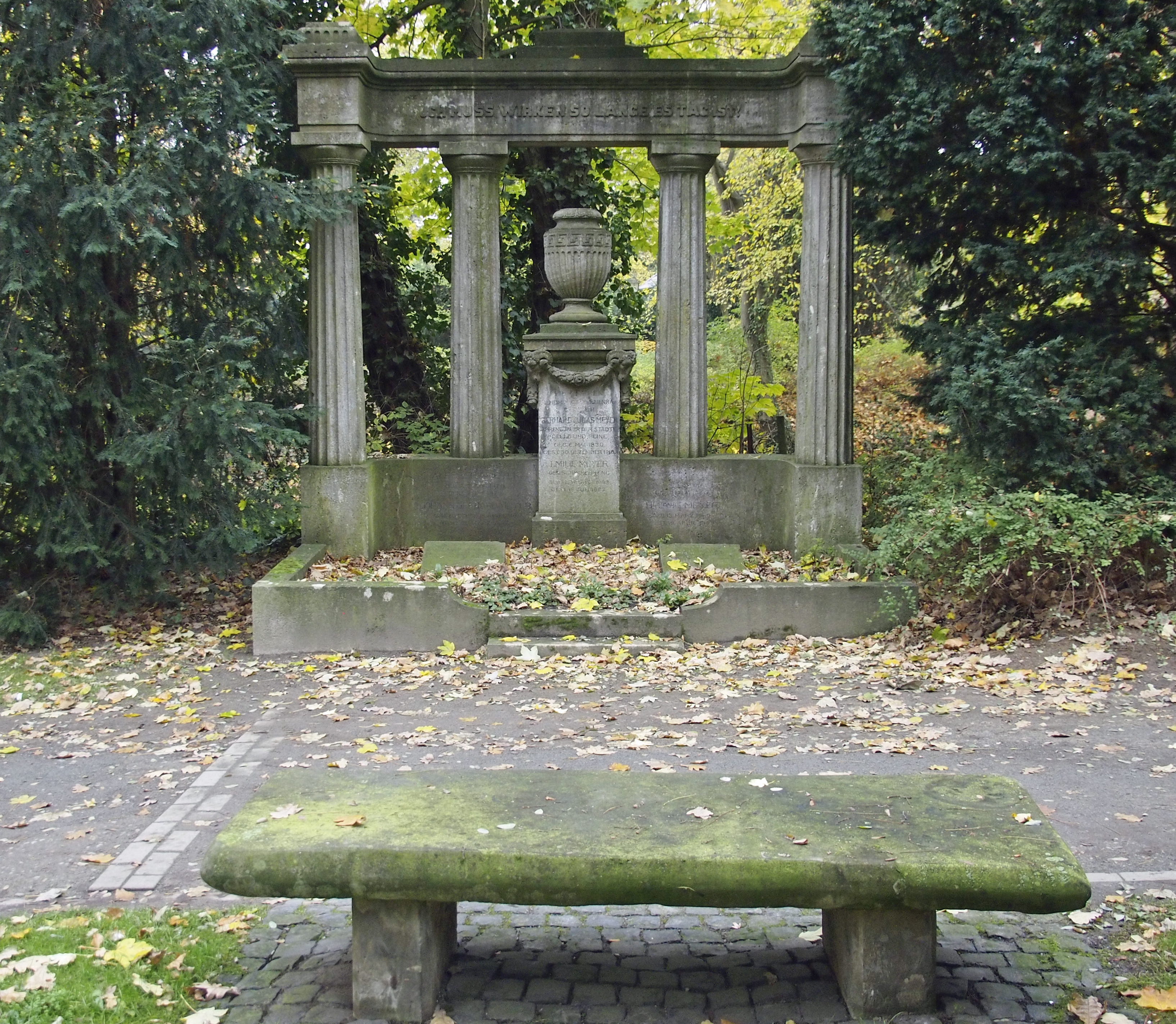
Grabstelle von Gerhard Lucas und Emilie Meyer auf dem Hehlentorfriedhof in Celle

Gerhard Lucas Meyer (* 6. Mai 1830 in Burgerbrug-Zijpe (Niederlande); † 30. Dezember 1916 in Hannover) war ein deutscher Unternehmer.

## Frühe Jahre
Seine Kindheit verbrachte Meyer auf dem Meyerhof in Menslage. Die erste Bildung erhielt er von einem Hauslehrer. Zwischen 1845 und 1850 besuchte er die Höhere Gewerbeschule Hannover.
Nach Abschluss der Schule leitete er zunächst eine Handweberei in Berge bei Quakenbrück, die sich im Familienbesitz befand, trat diese aber bald schon wieder ab. Mit einer kleinen chemischen Fabrik in Haste machte er sich selbstständig. Im Jahr 1857 heiratete Meyer Emilie, die Tochter des Advokaten Schimmelpfeng. Nachdem im selben Jahr seine Fabrik durch ein Feuer zerstört worden war, wurde er Teilhaber des Textilgroßhandels und Bankhauses Naesmann & Schultz in Celle.
Daneben hielt er Vorträge über volkswirtschaftliche Themen. Außerdem wurde Meyer Mitglied des Deutschen Nationalvereins. Im Jahr 1862 nahm er am Münchener Handelstag teil. Außerdem war er seit 1863 bis zur Annexion des Königreichs Hannover durch Preußen Mitglied der Ständeversammlung des Landes. Er gehörte der nationalliberalen Partei des Königreichs an.

## Montanindustrieller
Im Jahr 1860 machte sich Meyer als Mitglied eines fünfköpfigen Aktionärsausschusses bei der Sanierung der angeschlagenen Georgs-Marienhütte einen Namen in montanindustriellen Kreisen. Daher wurde er auch in den Gläubigerausschuss berufen, nachdem die Bergbau- und Hüttengesellschaft in Peine in den Konkurs ging.
Aus einem Teil der Konkursmasse war bereits 1858 die Ilseder Hütte als Aktiengesellschaft gegründet worden. Im Jahr 1863 trat Meyer in den Verwaltungsrat des Unternehmens ein und wurde 1868 Generaldirektor. Mit der Übernahme des Postens eines Vorsitzenden des Verwaltungsrats übernahm er 1884 die Leitung der Hütte. Meyer war hauptverantwortlich für den Ausbau der Hütte zu einem Großunternehmen.
Ein zentraler Wettbewerbsnachteil war das Fehlen eines Eisenbahnanschlusses. Daher wurde eine Eisenbahngesellschaft für die Strecke zwischen Peine und der Ilseder Hütte gegründet. Den Vorsitz übernahm Meyer. Im Jahr 1872 war die Strecke fertiggestellt.
In den ersten Jahren des Bestehens verkaufte die Hütte das erzeugte Roheisen vor allem in die Provinz Westfalen. Auf Meyers Initiative hin wurde in Peine ebenfalls 1872 zur Weiterverarbeitung ein Stahl- und Walzwerk errichtet. Als Aktiengesellschaft Peiner Walzwerk war dieses zunächst von der Hütte rechtlich unabhängig. In etwa in derselben Zeit übernahm die Hütte die Erzlagerstätte Sophienglück. Damit war die Rohstoffversorgung mit Erz gesichert. Ein Standortnachteil waren die im Vergleich zum Ruhrgebiet hohen Kosten für Kohle. Eine deutliche Kostensenkung brachte die Einführung des Thomasverfahrens im Werk in Peine. Im Jahr 1880 wurden Hütten- und Stahlwerk zusammengelegt.
Meyer betrieb in den von ihm geleiteten Unternehmen eine intensive innerbetriebliche Sozialpolitik und gründete daneben weitere soziale Stiftungen.

## Interessenvertretung und Politik
Neben seiner Haupttätigkeit war Meyer auch Mitglied der Aufsichtsräte der Hannoverschen Bank (zeitweise Aufsichtsratsvorsitzender) und der Hanomag. Seit 1867 war er Vorsitzender der Handelskammer in Celle. Zwischen 1873 und 1895 war er auch Mitglied der Handelskammer Hannover, im Jahr 1886 ihr Vizepräsident und 1888 Präsident. Außerdem gehörte er dem preußischen Volkswirtschaftsrat an. Zwischen 1894 und 1906 war Meyer Vorsitzender des Vereins Deutscher Eisen- und Stahlindustrieller.
Meyer war zwischen 1894 und 1898 Mitglied des Provinziallandtags für die Provinz Hannover. Auch den Landessynoden der evangelischen Kirche gehörte er zeitweise an. Im Jahr 1901 wurde Meyer auf Lebenszeit in das preußische Herrenhaus berufen. Bereits 1894 wurde er zum Ehrenbürger von Peine ernannt, die Stadt Celle folgte damit 1905. Seine Söhne Gerhard Meyer (* 1906) und Wilhelm Meyer folgten ihm in der Führung der Ilseder Hütte.